# Önkéntesek nemzetközi napja
Az önkéntesek nemzetközi napját az Egyesült Nemzetek Szervezete kezdeményezte. Ezen az emléknapon azokat a személyeket emelik ki, akik önkéntesen (anyagi ellenszolgáltatás nélkül) különféle mások számára hasznos tevékenységben vesznek részt. Az ENSZ Közgyűlése 1985. december 17-én foglalta határozatba az önkéntesek nemzetközi napjának megtartását, majd a világszervezet 2002. november 26-án újabb közgyűlési határozattal szólította fel a kormányokat, hogy támogassák az önkéntességet, a gazdasági és társadalmi fellendülés stratégiai eszközét.

## Az önkéntes munka szerepe
Önkéntesnek számít, ha valaki mindenféle anyagi ellenszolgáltatás, fizetség nélkül végez munkát, szabad akaratából, úgy, hogy azzal másoknak jót tesz, s ezzel bizonyos szempontból jótékonykodik. A tevékenység lehet rövid távú, hosszú távú, egyéni vagy csoportos, a lényeg, hogy olyan szervezetet támogasson, ami valamilyen közhasznú tevékenységet folytat.
Az Európai Unió komolyan veszi ezt az ügyet, és különböző fejlesztő programokkal igyekszik népszerűsíteni az önkéntességet az egyes tagországokban.
A világon egymilliárd, Európában pedig 115 millió 900 ezer felnőtt dolgozik önkéntesként.[forrás?][mikor?]

## Fordítás
Ez a szócikk részben vagy egészben  az   International Volunteer Day című angol Wikipédia-szócikk fordításán alapul.  Az eredeti cikk szerkesztőit annak laptörténete sorolja fel. Ez a jelzés csupán a megfogalmazás eredetét és a szerzői jogokat jelzi, nem szolgál a cikkben szereplő információk forrásmegjelöléseként.